# Ламінарія
Ламіна́рія (Laminaria) — рід із близько 31 видів бурих водоростей (Phaeophyceae). Рід має велике економічне значення та характеризується великим розміром представників. Представники роду найпоширеніші на півночі Атлантичного і Тихого океанів на глибині від 8 до 30 м (окремі особини до 120 м у Середземному морі та біля узбережжя Бразилії)  .

## Види
- Laminaria abyssalis A.B. Joly & E.C. Oliveira — Атлантичне узбережжя Південної Америки[2][3]
- Laminaria agardhii Kjellman[4] — Атлантичне узбережжя Північної Америки [5]
- Laminaria appressirhiza J. E. Petrov & V. B. Vozzhinskaya[6]
- Laminaria brasiliensis A. B. Loly & E. C. Oliveira
- Laminaria brongardiana Postels & Ruprecht [7]
- Laminaria bulbosa J. V. Lamouroux
- Laminaria bullata Kjellman
- Laminaria complanata (Setchell & N. L. Garder) Muenscher
- Laminaria digitata (Hudson) J. V. Lamouroux
- Laminaria ephemera Setchell — Тихоокеанське узбережжя Північної Америки: від Ванкуверу до Каліфорнії [8]
- Laminaria farlowii Setchell — Тихоокеанське узбережжя Північної Америки [8]
- Laminaria groenlandica — Британська Колумбія
- Laminaria hyperborea (Gunnerus) Foslie — північно-східна Атлантика, Балтійське і Північне моря.
- Laminaria inclinatorhiza J. Petrov & V. Vozzhinskaya
- Laminaria multiplicata J. Petrov & M. Suchovejeva

- Laminaria nigripes J. Agardh

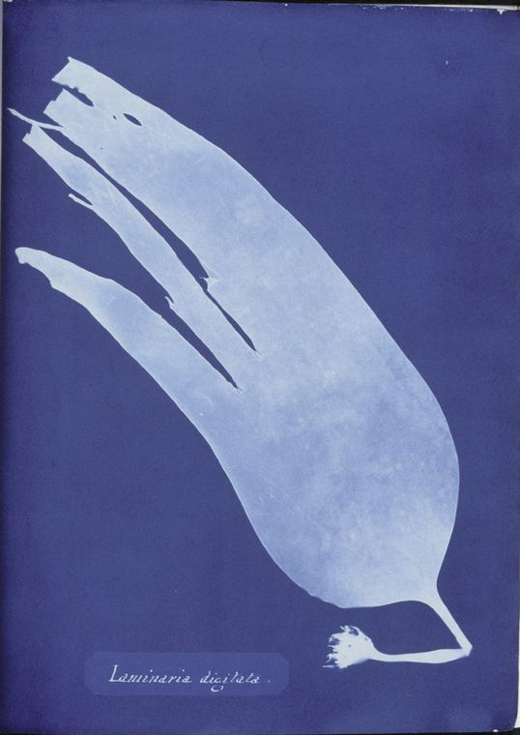
Laminaria digitata, Cyanotype by Anna Atkins, 1843

- Laminaria ochroleuca Bachelot de la Pylaie
- Laminaria pallida Greville — Південна Африка, [9] Індійський океан, Канарські острови, Тристан-да-Кунья [10]
- Laminaria platymeris Bachelot de la Pylaie
- Laminaria rodriguezii Barnet
- Laminaria ruprechtii (Areschoug) Setchell
- Laminaria sachalinensis (Miyabe) Miyabe
- Laminaria setchellii P. C. Silva
- Laminaria sinclairii (Harvey ex J. D. Hooker & Harvey) Farlow, Anderson & Eaton — Тихоокеанське узбережжя Північної Америки [8]
- Laminaria solidungula J. Agardh
- Laminaria yezoensis Miyabe

Laminaria japonica (J. E. Areschoug - Japón) тепер розглядається як синонім Saccharina japonica, а Laminaria saccharina тепер класифікується як Saccharina latissima.

## Господарське значення
З цієї водорості в Японії готують понад 300 страв: суші, супи, гарніри, салати, соуси, коржики, ікру, навіть солодощі та чай. 
У Росії та в Україні відомості про цілющі властивості ламінарії з'явилися після дослідження Курильських островів в XVIII столітті. 
Хімічний склад ламінарії:
- йод — 3 %
- бром
- манган
- кобальт
- цинк
- магній
- залізо
- калій
- натрій
- сірка
- фосфор
- азот
- вітаміни А, В1, В2, В12, С, D, Е, К, РР
- пантотенова і фолієва кислоти
- полісахариди — до 21 %
- альгінова кислота і її солі — до 25 %
- L-фруктоза — до 4 %
- білкові речовини — до 9 %

У порівнянні зі звичайною капустою, в морській удвічі більше фосфору, в 11 разів — магнію, в 16 — заліза, в 40 разів — натрію. Йоду в ламінарії в 30 тисяч разів більше, ніж у морській воді, вітаміну С — в чотири рази більше, ніж у грушах, сливах, дині, винограді, апельсинах, цитрині, ананасах і зеленій цибулі, вітаміну В1 — стільки ж, як у сухих дріжджах, вітаміну А — як у яблуках, сливах і вишнях.
В день достатньо з'їдати дві чайні ложки (30—40 грамів) морської капусти (сухою, консервованою, маринованою).
Ламінарія задовольняє потребу організму людини в харчових волокнах і в йоді, нормалізує травлення та обмінні процеси, діяльність ЦНС, серцево-судинної і дихальної систем, кров'яний тиск і рівень холестерину в крові. Доведено, що морська капуста містить комплекс речовин, необхідних для відновлення організму після екстремальних дій — радіоактивного опромінювання, отруєння важкими металами та токсичними речовинами. Цей дар моря підвищує імунітет і надає антивірусну дію, а також зменшує в'язкість крові, знижує тонус судин і уповільнює процес атеросклерозу.
Відомо, що морська капуста за хімічним складом не поступається лікувальним грязям. З її допомогою лікують хронічні запалення придатків матки, ерозію, безпліддя, трихонадний кольпіт і інші захворювання статевих органів. На основі ламінарії створений засіб, який полегшує пологи.
Зовнішнє застосування морської капусти активізує клітинні процеси, зволожує і насичує шкіру киснем, усуває набряки й подразнення, сприяє загоєнню ран і опіків. Маски з ламінарії покращують стан шкіри обличчя — роблять її еластичною, розгладжують зморшки та очищають від продуктів виділення і мікроорганізмів.

## Протипоказання
До споживання морської капусти є протипоказання: підвищена чутливість до йоду, нефрит, геморагічна хвороба, діатез, кропив'янка, фурункульоз і туберкульоз. Ламінарія протипоказана при виразці шлунку і дванадцятипалої кишки, при гастриті, ентериті, коліті. Не можна їсти морську капусту при захворюваннях печінки, жовчовивідних шляхів і нирок, небажано — під час вагітності.
До зовнішнього застосування цієї водорості протипоказань менше — гіперфункція щитоподібної залози та індивідуальна непереносність йоду і морепродуктів.
Ламінарна дієта небезпечна виникненням алергічних реакцій, нежитю, сльозотечі, викликаних надлишком йоду, і розвитком йодизму (отруєння йодом, запалення слизових оболонок).
Ламінарія виглядає як широка жовто-коричнева стрічка, довжина якої може сягати 5-7 м. У нижній частині вона звужується.